# Угну-Купарук (аэропорт)
Аэропорт Угну-Купарук (англ. Ugnu-Kuparuk Airport), (ИАТА: UUK, ИКАО: PAKU, FAA LID: UBW) — частный гражданский аэропорт, расположенный в населённом пункте Купарук (Аляска), США. Порт принадлежит нефтяной компании ConocoPhillips Alaska, Inc.

## Операционная деятельность
Аэропорт Угну-Купарук расположен на высоте 20 метров над уровнем моря и эксплуатирует одну взлётно-посадочную полосу:
- 5/23 размерами 1829 х 40 метров с гравийным покрытием.

За период с 31 декабря 2001 года по 31 декабря 2002 года Аэропорт Угну-Купарук обработал 1 850 операций взлётов и посадок самолётов (в среднем 5 операций в день), из которых 95 % пришлось на рейсы авиации общего назначения и 5 % — на аэротакси.